# لوكاس ماكجي
لوكاس ماكجي (بالإنجليزية: Lucas McGee)‏ هو مجدف أمريكي، ولد في 28 مارس 1979.

## وصلات خارجية
- لوكاس ماكجي على موقع الاتحاد الدولي للتجديف (الإنجليزية)